# Club sportif vittellois
 (novembre 2023).
Si vous disposez d'ouvrages ou d'articles de référence ou si vous connaissez des sites web de qualité traitant du thème abordé ici, merci de compléter l'article en donnant les références utiles à sa vérifiabilité et en les liant à la section « Notes et références ».
Le Bulgnéville Contrex Vittel Football Club couramment abrégé en Bulgnéville Contrex Vittel FC ou BCVFC est un club de football français fondé en 1935 et situé à Vittel dans les Vosges.

## Histoire du CS Vittel
Au cours de son histoire, le CS Vittel participe une seule fois au championnat de Division 2, lors de la saison 1973-1974. Évoluant au sein du groupe Sud, le club vosgien finit la compétition à la dernière place, synonyme de relégation en Division 3.
Pour éviter de disparaître, les clubs de Vittel, Contrexéville et Bulgnéville fusionnent en 2015 pour former le Bulgnéville Contrex Vittel Football Club.

## Entraîneurs du CS Vittel
- 1961-1962 :  Antoine Jurilli
- 1974-1975 :  Jean-Marie Lawniczak
- 1979-1984 :  Jean Deloffre